# Guarino de Sion
San Guarino de Sion (Guérin en francés) (Pont-à-Mousson 1065-Aups, 27 de agosto de 1150) fue obispo de Sion. Es considerado como santo por la Iglesia católico. 

## Biografía
Guarino nació en Pont-à-Mousson en 1065 en el seno de una familia noble. Tomó el hábito en Molesmes, bajo el tutelaje de San Roberto. Los datos a partir de aquí son inciertos. Se cree que, entre 1090 y 1094, Guarino junto al hermano Guido se retirarían a Aulps ("pastos de los Alpes"), en la Saboya, para fundar un monasterio. A la muerte de Guido en 1113, Guarino le sucedió como abad del monasterio. En 1120, obtuvo de parte del Papa Calixto II la independencia jurisdiccional de Molesmes y unirse a la de Clairvaux. En 1138, aceptó de parte del papa Inocencio II el cargo de obispo de Sion, en Suiza. Como obispo dio muestras de gran austeridad en el cargo de la diócesis. Murió el 27 de agosto de 1150.

## Veneración
Las reliquias de Guerrino fueron objeto de veneración casi en el mismo momento de su muerte. Para salvarlas de posibles ataques anticlericales durante la Revolución francesa, en 1794 fueron guardadas en lugar seguro hasta 1804 sus reliquias fueron depositadas en la iglesia parroquial de San Juan de Aulps. En 1886, sus restos fueron llevados a la nueva iglesia de Plan d'Avau. En 1873, algunas reliquias fueron cedidas a Jeuxey, en los Vosgos.